# Verbenoxylum reitzii
Verbenoxylum reitzii là một loài thực vật có hoa trong họ Cỏ roi ngựa. Loài này được (Moldenke) Tronc. miêu tả khoa học đầu tiên năm 1971.